# Anthurium roezlii
Anthurium roezlii là một loài thực vật có hoa trong họ Ráy (Araceae). Loài này được Regel miêu tả khoa học đầu tiên năm 1872.